# Pocketful of Sunshine (singel)
"Pocketful of Sunshine" to piosenka pop stworzona przez Natashę Bedingfield, Danielle Brisebois oraz Johna Shanksa na trzeci studyjny album Bedingfield, Pocketful of Sunshine (2008). Wyprodukowany przez Shanksa, utwór wydany został jako drugi singel promujący krążek dnia 11 lutego 2008 roku w Stanach Zjednoczonych.
W roku 2011 utwór ponownie został wydany na rynki muzyczne w krajach niemieckojęzycznych jako pierwszy singel promujący album Strip Me Away.

## Informacje o singlu
Po sukcesie poprzedniego singla wokalistki, artystka zdecydowała się wydać na amerykański rynek muzyczny kolejny utwór promujący album Pocketful of Sunshine. Piosenka ukazała się w systemie airplay dnia 11 lutego 2008. Kompozycja zyskała komercjalny sukces, zajmując miejsce w Top 5 notowań najlepiej sprzedających się singli Billboard Hot 100 oraz Canadian Hot 100.
W celach promocyjnych, "Pocketful of Sunshine" został nagrany w języku simowskim specjalnie na potrzeby gry komputerowej The Sims 2: Czas wolny. Utwór pojawił się również w finalnym sezonie programu MTV Wzgórza Hollywood; piosenka znalazła się w czołówce tegoż serialu.  Fragmenty "Pocketful of Sunshine" wykorzystano w kampanii promocyjnej Start Fresh amerykańskiej telewizji ABC.

## Teledysk
Teledysk do singla reżyserowany był przez Alana Fergusona i miał premierę dnia 15 kwietnia 2008 roku na oficjalnej stronie internetowej artystki. Koncepcja klipu została wyjaśniona przez Bedingfield na jej blogu: "razem z reżyserem chcieliśmy pokazać kontrast jaki często zdarza się w życiu jak na przykład znalezienie piękna w środku zła i brzydoty czy lepszych czasów podczas kłopotów."
Videoclip rozpoczynają ujęcia przedstawiające osobę przygotowującą się do nielegalnego wykonania graffiti, dziecko podczas rysowania w czasie kiedy jego rodzice się kłócą oraz wokalistkę pracującą w  prestiżowej firmie. Bedingfield, zdenerwowana uwagami swego szefa biorąc spadochron, wyskakuje przez okno lądując na dachu pewnego wieżowca. Chwilę potem za nią lecą oraz zatrzymują się na dachu tego samego budynku inne sfrustrowane osoby. Zadowolona piosenkarka zaczyna śpiewać i tańczyć. Nagle akcja  teledysku przenosi się na wcześniej wspomnianego grafficiarza, który wykonując malunki na ścianie zostaje przyłapany przez policję. Zdenerwowany, kilkakrotnie uderza w blok; gdy nagle ten zostaje zniszczony ów bohater wskakuje do dziury, która przenosi go w miejsce, gdzie Natasha wspólnie z innymi zapracowanymi bawi się. Finalna część teledysku opiera się na rysującym chłopcu. Dziecko niezadowolone z kłótni rodziców przenosi się na dach budynku, gdzie wita go wokalistka siedząca oraz śpiewająca na kwiecie lotosu. Klip kończy się odlotem Bedingfield na liściach kwiatu. Podczas trwania teledysku pojawiają się ujęcia ukazujące tańczących ludzi.     

## Formaty i lista utworów singla
Promocyjny CD singel

(Wydany dnia 11 lutego 2008)
1. "Pocketful of Sunshine" [Radio Edit] - 3:02
2. "Pocketful of Sunshine" [Album Version] - 3:22
3. "Love Like This" [Jim Jonsin Remix] - 4:14

Promocyjne remiksy dla klubów

1. "Pocketful of Sunshine" [Johnny Vicious Club]
2. "Pocketful of Sunshine" [Stonebridge Club]
3. "Pocketful of Sunshine" [Johnny Vicious Radio]
4. "Pocketful of Sunshine" [Stonebridge Radio]
5. "Pocketful of Sunshine" [Johnny Vicious Warehouse Mix]
6. "Pocketful of Sunshine" [Johnny Vicious Dub]
7. "Pocketful of Sunshine" [Stonebridge Dub Radio Mix]
8. "Pocketful of Sunshine" [Radio Edit]

Oficjalne remiksy

- Johnny Vicious Radio mix
- Johnny Vicious Club mix
- Johnny Vicious Dub mix
- Johnny Vicious Warehouse mix
- StoneBridge Radio edit
- StoneBridge Club mix
- StoneBridge Dub mix

## Pozycje na listach
| Lista przebojów (2008)              | Najwyższa pozycja |
| ----------------------------------- | ----------------- |
| Kanada (Canadian Hot 100)           | 3                 |
| US Billboard Hot 100                | 5                 |
| US Pop Songs (Billboard)            | 6                 |
| US Hot Dance Club Songs (Billboard) | 1                 |

| Lista przebojów (2011)           | Najwyższa pozycja |
| -------------------------------- | ----------------- |
| Austria (Ö3 Austria Top 40)      | 28                |
| Belgia (Ultratop 50)             | 70                |
| Niemcy (Media Control AG)        | 24                |
| Szwajcaria (Schweizer Hitparade) | 43                |